# Canton (township)
Canton  è una township degli Stati Uniti d'America, nella contea di Bradford nello Stato della Pennsylvania. Secondo il censimento del 2000 la popolazione è di 2.084 abitanti.

## Società

### Evoluzione demografica
La composizione etnica vede una maggioranza di quella bianca (98,37%), seguita dai nativi americani (0,53%) dati del 2000.
| township di Canton Popolazione |       |
| 2000                           | 2.084 |
| Stima al 2009                  | 2.035 |